# Glinice-Domaniewo
Glinice-Domaniewo – wieś w Polsce położona w województwie mazowieckim, w powiecie pułtuskim, w gminie Winnica. Ma status sołectwa.
W latach 1954–1959 wieś należała i była siedzibą władz gromady Glinice-Domaniewo, po jej zniesieniu w gromadzie Winnica. W latach 1975–1998 miejscowość administracyjnie należała do województwa ciechanowskiego.